# François Dufrêne
François Dufrêne (* 21. September 1930 in Paris; † 12. Dezember 1982 ebenda) war ein französischer Künstler, Vertreter des Lettrismus, Begründer der poésie sonore und Mitbegründer der Nouveau Réalisme in den 1960er Jahren.

## Leben und Werk
Dufrênes Werk lässt sich keinem künstlerischen Medium zuordnen. Wie viele seiner Altersgenossen sprengte er den herkömmlichen Künstlerbegriff: Er war Maler, Objektkünstler, Essayist, Lyriker und Sänger.
Als experimenteller Dichter entwickelte Dufrêne ab 1953 innerhalb der Lautpoesie die „poésie sonore“ und konnte theoretische Vorarbeiten für Henri Chopin, Carlfriedrich Claus, Bob Cobbing, Maurice Lemaître, Franz Mon, Josef Anton Riedl und Gerhard Rühm leisten.
Als Maler war er 1960 in Paris Mitbegründer der Künstlergruppe Nouveau Réalisme, die von dem Kritiker und Theoretiker Pierre Restany angeregt wurde. Die Gründungserklärung der Neuen Realisten unterschrieben Arman, François Dufrêne, Raymond Hains, Yves Klein, Martial Raysse, Daniel Spoerri, Jean Tinguely und Jacques de la Villeglé, während sich César, Mimmo Rotella, Niki de Saint Phalle, Gérard Deschamps und Christo später der Bewegung anschlossen.
Das bildnerische Werk Dufrênes besteht aus Tafelbildern, auf denen er durch eine Dé-coll/age-Technik Rückseiten von Plakatwänden darstellt, während sich Kollegen wie Raymond Hains und Mimmo Rotella der sichtbaren Vorderseite zuwandten. Wie auch die anderen Mitglieder der Gruppe, versuchte Dufrêne mit dieser Technik die Realität des täglichen Lebens in seine Kunst zu integrieren. Er trug so maßgeblich zur Entwicklung der Objektkunst und der frühen Formen der Aktionskunst bei.

## Ausstellungen (Auswahl)
- 1987: Documenta 8, Kassel
- 1990: Musée d’Art Moderne et d’Art Contemporain, Nizza, Nice et les années 60
- 2000: Sprengel Museum, Hannover, Von Kurt Schwitters bis heute
- 2003: Städtisches Museum Abteiberg, Mönchengladbach, Plakatabreißer
- 2004: Westfälisches Landesmuseum, Münster, Sammlung Cramers
- 2005: Museum Moderner Kunst Stiftung Ludwig – MUMOK, Wien, Nouveau Réalisme
- in der ständigen Ausstellung: Centre Pompidou, Paris
- 2011: Stiftung Ahlers Pro Arte, Hannover, François Dufrêne und Raymond Hains. Freundschaft zwischen Kunst und Wort
- 2015: Schirn Kunsthalle Frankfurt, Poesie der Großstadt. Die Affichisten
- 2016: Stiftung Ahlers Pro Arte, Hannover, Zero und Nouveau Réalisme. Die Befragung der Wirklichkeit

## Werke in öffentlichen Sammlungen (Auswahl)
- Centre Pompidou, Paris
- Städtisches Museum Abteiberg, Mönchengladbach
- Galerie d’Art Contemporain des Musées de Nice, Nizza.
- Museum of Modern Art, New York
- Museo Nacional Centro de Arte Reina Sofia, Madrid
- Zentrum für Kunst und Medien, Karlsruhe
- Fundació Stämpfli, Sitges (Barcelona)
- Museum Reinhard Ernst, Wiesbaden